# Йохан Адам Фьолин фон Фрикенхаузен
Йохан Адам Фьолин фон Фрикенхаузен (на немски: Jo„hann Adam Vöhlin von Frickenhausen; † 1637) е фрайхер от род „Фьолин фон Фрикенхаузен“ в Бавария.
Фамилията Фьолин е успешна търговска фамилия в имперския град Меминген. През 1460 г. Ерхард Фьолин ’Стари’ († 1484) купува селото Фрикенхаузен. През 16 век там се построява дворец Фрикенхаузен.

## Фамилия
Йохан Адам Фьолин фон Фрикенхаузен се жени 1606 г. за Катарина Фугер фон Кирхберг-Вайсенхорн (* 1587; † 1635), дъщеря на фрайхер Северин Фугер фон Кирхберг-Вайсенхорн (1551 – 1601) и Катарина фон Хелфенщайн-Визенщайг (1563 – 1627). Бракът вероятно е бездетен.